# Кінотавр 2016
Кінотавр — російський кінофестиваль. 27-й Кінотавр проходив 6—13 червня 2016 року.

## Журі

### Основний конкурс
- Микола Лебедєв, актор — голова журі основного конкурсу;
- Ніна Зархі, кінокритик;
- Сергій Мачильський, оператор;
- Анна Пармас, сценарист;
- Джанік Файзієв, продюсер, режисер;
- Сергій Шакуров, актор;
- Марія Шалаєва, актриса.

### Конкурс «Короткий метр»
- Олена Глікман, продюсер — голова журі «Короткий метр»;
- Дар'я Єкамасова, актриса;
- Жора Крижовніков, режисер;
- Лариса Малюкова, кінокритик.

## Офіціальна програма

### Основний конкурс
- «Лікар», реж. Юрій Куценко;
- «Рік літератури», реж. Ольга Столповська;
- «Зоологія», реж. Іван І. Твердовський;
- «Іван», реж. Олена Давидова;
- «Колектор», реж. Олексій Красовський;
- «Вогні великого села», реж. Ілля Учитель;
- «Після тебе», реж. Анна Матісон;
- «Розбуди мене», реж. Гійом Проценко;
- «Риба-мрія», реж. Антон Більжо;
- «Учень», реж. Кирило Серебренніков;
- «Хороший хлопчик», реж. Оксана Карас;
- «Людина з майбутнього», реж. Роман Артем'єв;
- «Чужа робота», реж. Денис Клеблеев;
- «Я вмію в'язати», реж. Надія Степанова, за участі Сергія Іванова.

### Фільм відкриття[2]
- «Петербург. Тільки по любові», реж. Авдотья Смирнова, Рената Литвинова, Анна Пармас, Оксана Бичкова, Ксенія Гог, Наталія Назарова, Наталія Кудряшова.

### Фільм закриття[3]
- «Здається будинок з усіма незручностями», реж. Віра Сторожева.

## Нагороди[4]
- Головний приз: «Хороший хлопчик», реж. Оксана Карас;
- Приз за найкращу режисуру: Кирило Серебренніков, «Учень»;
- Приз за найкращу жіночу роль: Наталія Павленкова, «Зоологія»;
- Приз за найкращу чоловічу роль: Костянтин Хабенський, «Колектор»;
- Приз за найкращу операторську роботу: Денис Фирстов, «Колектор»;
- Приз ім. Г. Горіна «За найкращий сценарій»: Костянтин Челідзе, «Вогні великого села»;
- Приз ім. М. Таривердієва «За найкращу музику до фільму»: Джорджо Джампа, Ігор Вдовін, «Розбуди мене»;
- Спеціальний диплом журі «За найкраще кіно про кіно»: «Вогні великого села»;
- Приз гільдії кінознавців і кінокритиків: «Зоологія», реж. Іван І. Твердовський;
- Диплом гільдії кінознавців і кінокритиків «За створення документального кінороману „Знедолені“»: Чужа робота, Денис Шабаев.

## Інші кінотаври
- Попередній Кінотавр 2015;
- Наступний Кінотавр 2017.